# Strychnos spinosa
Mã tiền Nam Phi (danh pháp hai phần: Strychnos spinosa) là một loài thực vật có hoa trong họ Mã tiền. Loài này được Lam. miêu tả khoa học đầu tiên năm 1794.

## Hình ảnh

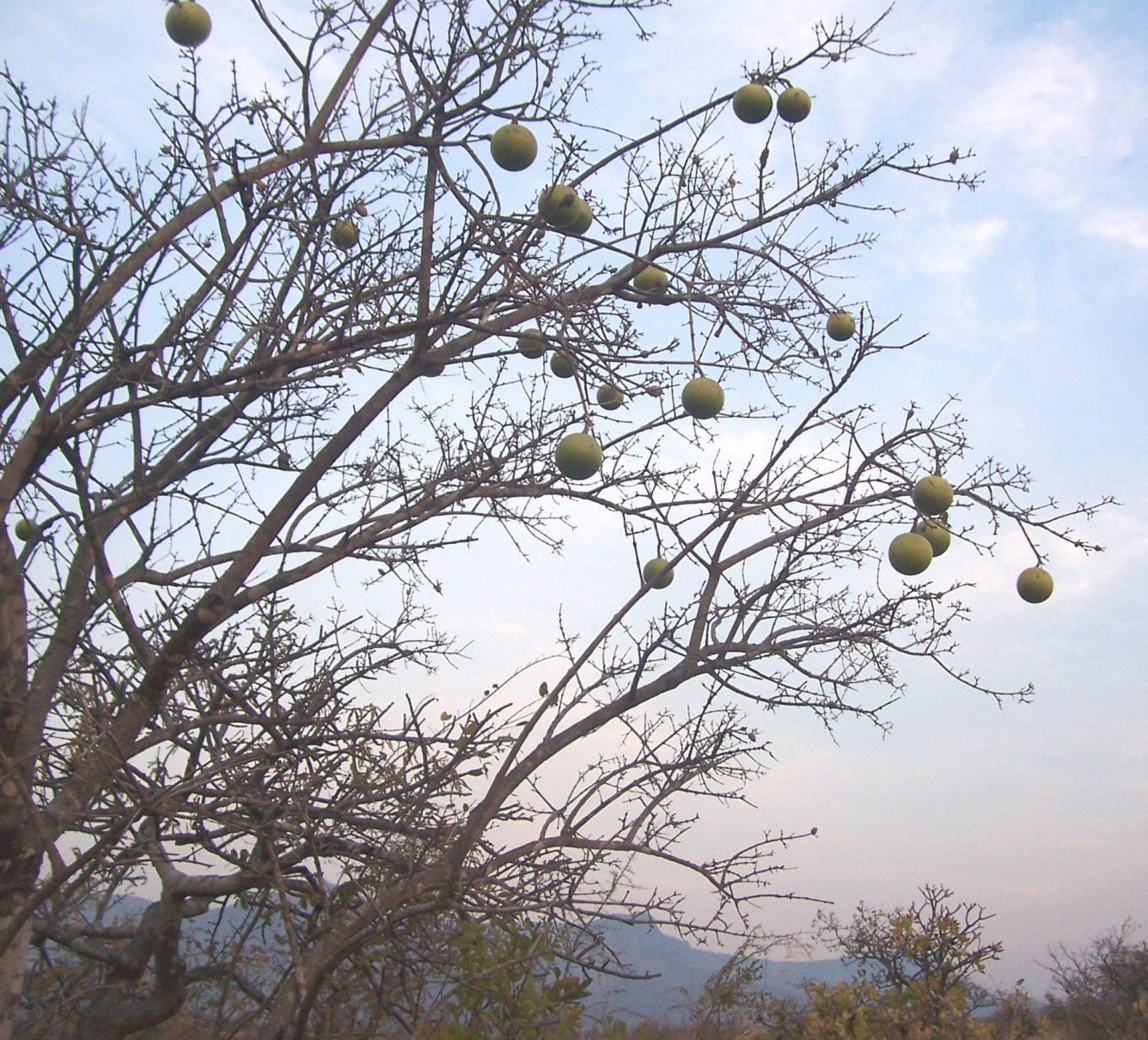
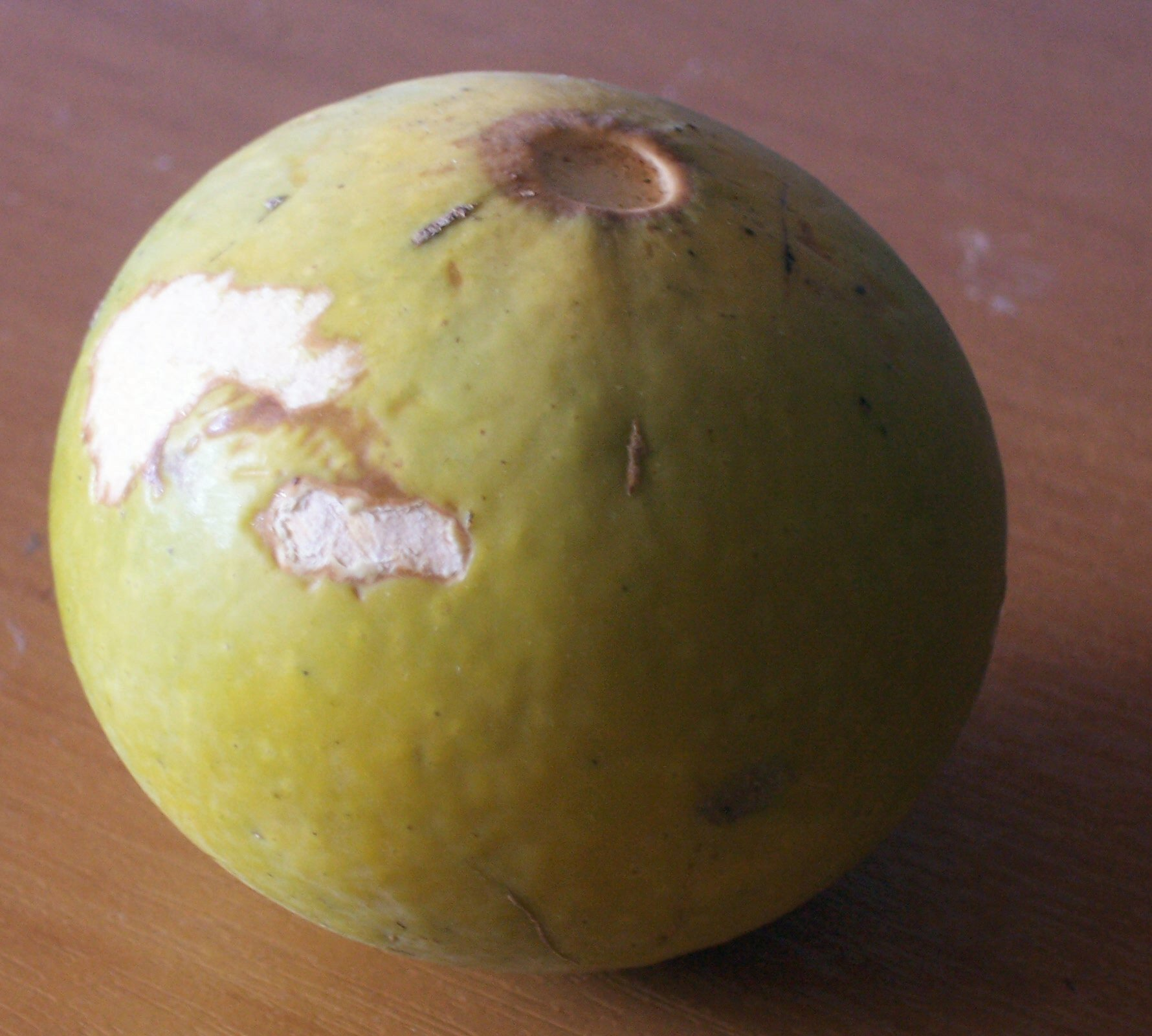
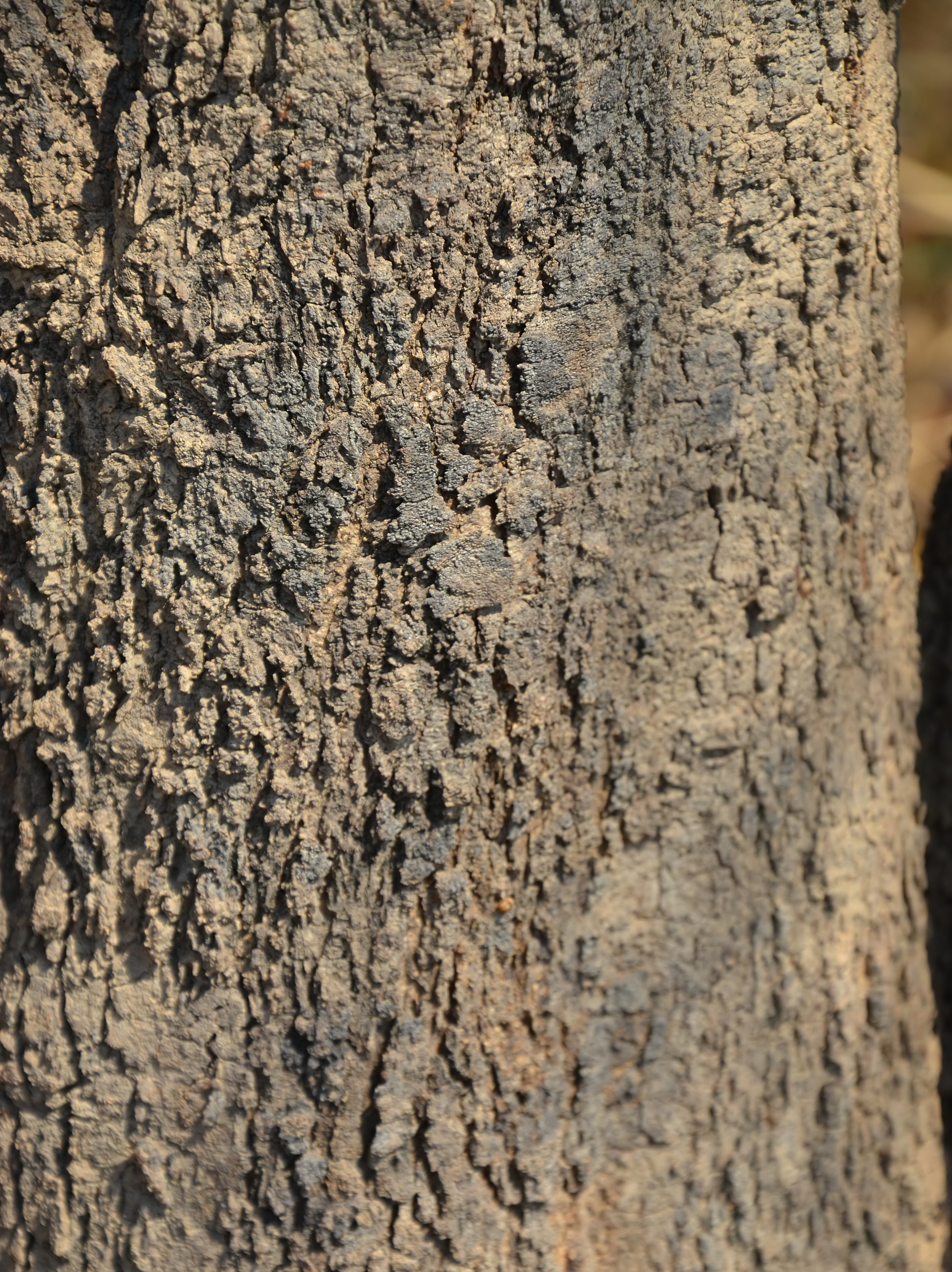
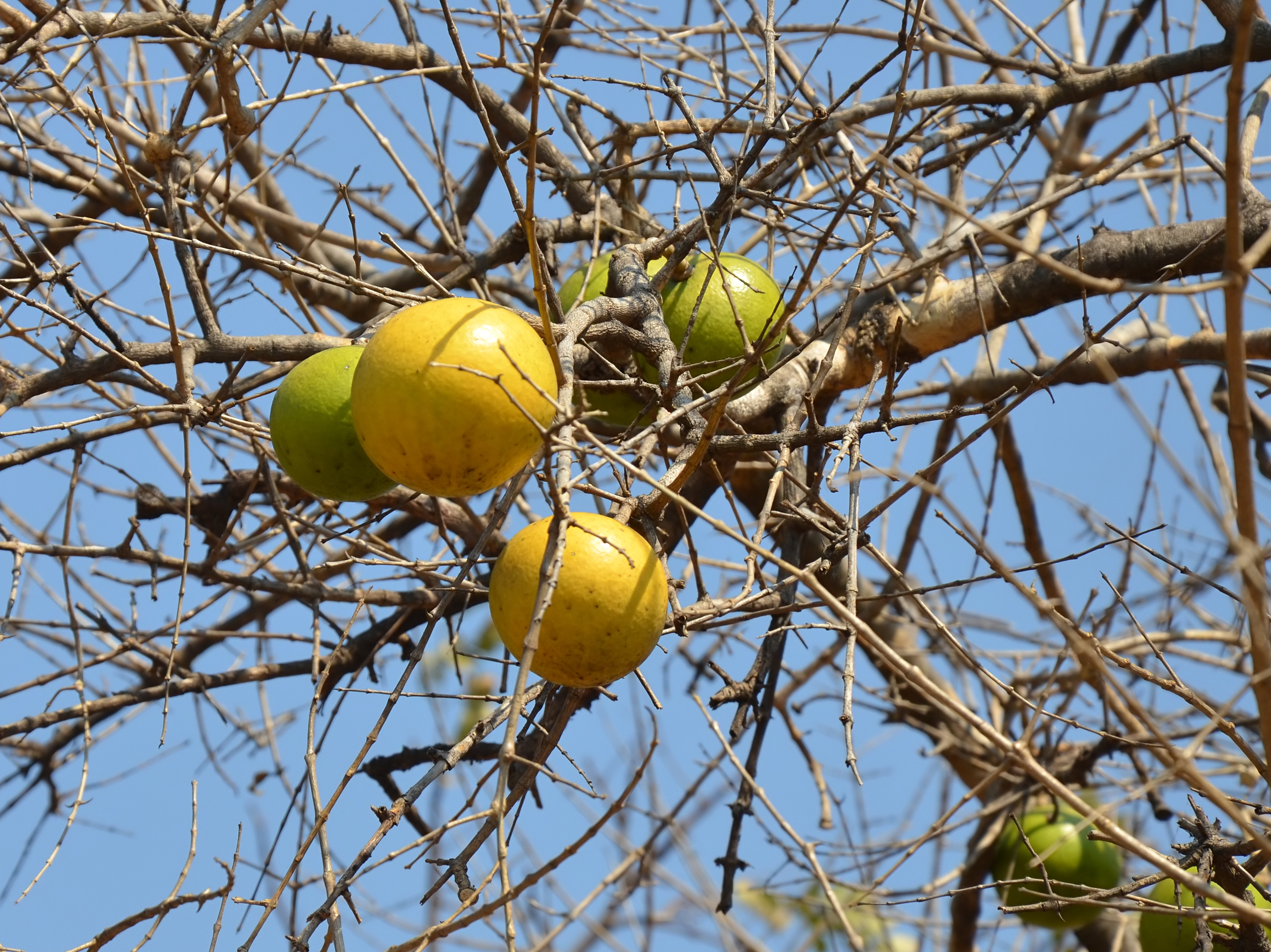